# Riacho de Santo Antônio
Riacho de Santo Antônio is een gemeente in de Braziliaanse deelstaat Paraíba. De gemeente telt 1.588 inwoners (schatting 2009).